# من تنها، تو تنها
من تنها، تو تنها (به هندی: Akele Hum Akele Tum) فیلمی محصول سال ۱۹۹۵ و به کارگردانی منصور خان است. در این فیلم بازیگرانی همچون عامر خان، مانیشا کویرالا، مسترعدلی، دون ورما، تانوی عظمی، روهینی هاتانگادی، پارش راوال، راکیش روشن، ساتیش شاه، عایشا جولکا، جنیفر وینگت ایفای نقش کرده‌اند.
اینهظ فیلم با الهام از فیلم کریمر علیه کریمر ساخته شده‌است.